# Hypsipetes leucocephalus
El bulbul negro (Hypsipetes leucocephalus) es una especie de ave paseriforme de la familia Pycnonotidae propia del sureste de Asia y el Himalaya. Existen varias subespecies con mucha diferencia en su plumaje, cuyo tono puede oscilar desde el totalmente negro al gris; además algunas de ellas presentan la cabeza blanca, lo que da su nombre a la especie, leucocephalus, que en griego significa «cabeza blanca». Su pico y patas son siempre de color rojo anaranjado.

## Descripción

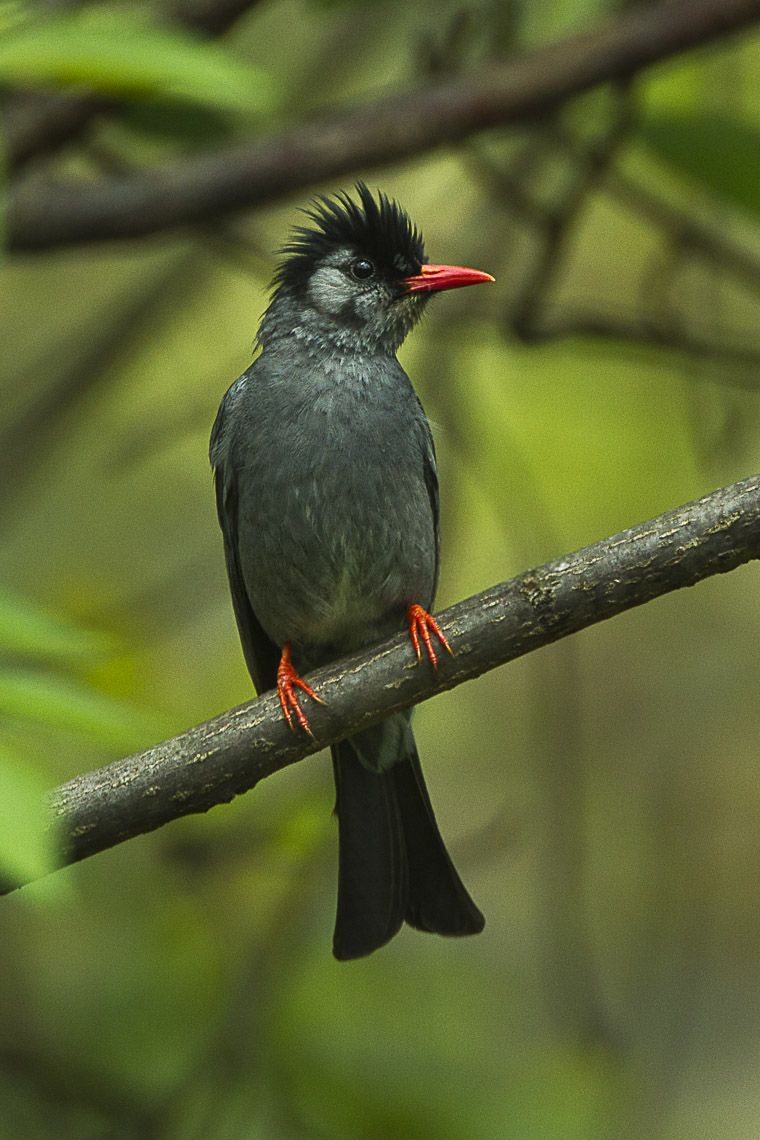
Ejemplar en Bután.

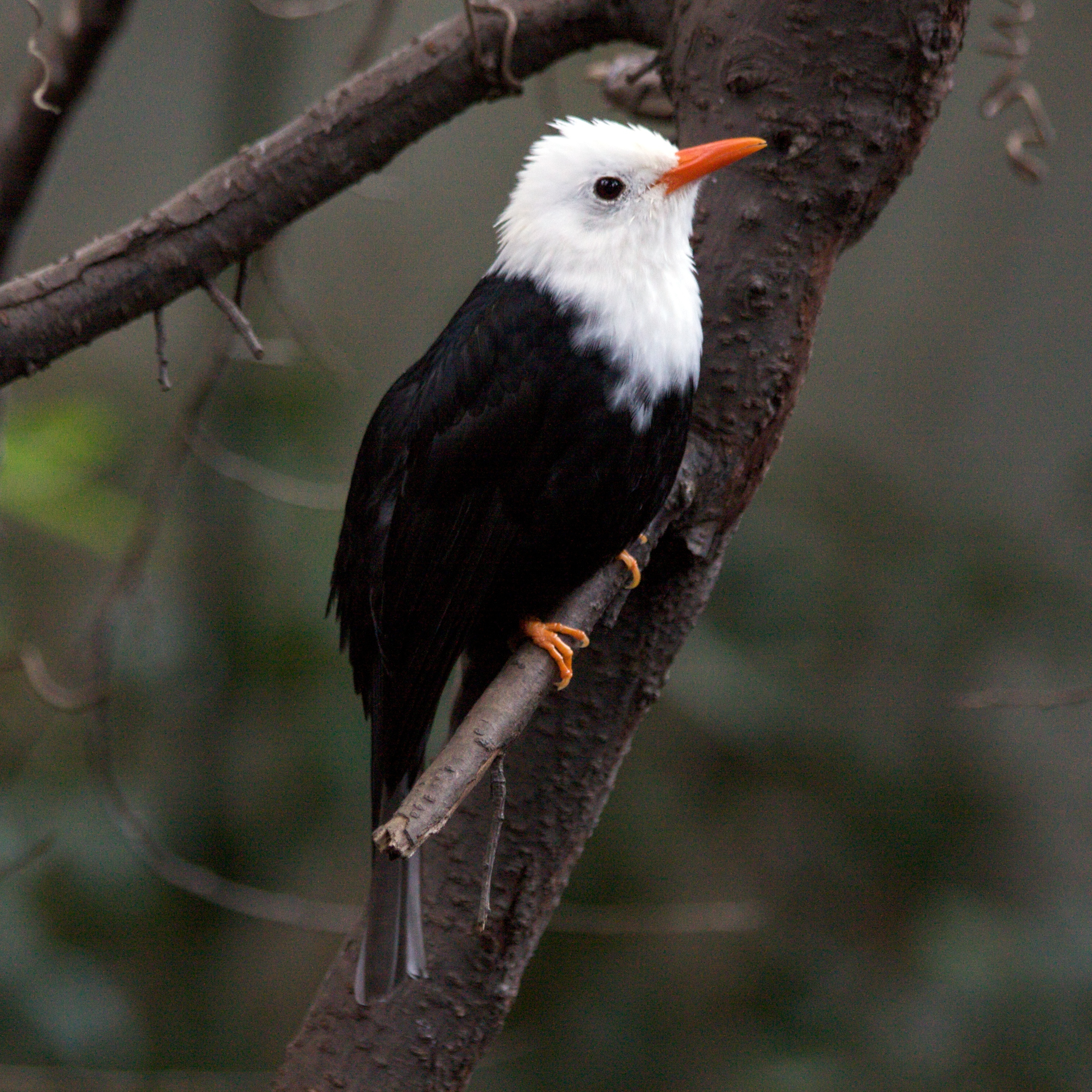
Subespecie nominal H. l. leucocephalus.

El bulbul negro mide entre 24–25 cm de largo, con una cola larga y ligeramente ahorquillada. El color de su plumaje varía mucho según las subespecies. Existen tres grupos de color entre sus subespecies que se distribuyen de forma intercalada. Primero están las formas con plumaje principalmente gris con el píleo negro (psaroides, nigrescens y concolor), así como algunas marcas faciales también negras. Luego hay cuatro subespeies totalmene negras (ambiens, sinensis, perniger y nigerrimus) y por último hay tres subespecies (stresemanni, leucothorax y leucocephalus) con la cabeza, cuello y parte superior del pecho de color blanco, y el resto del cuerpo de color gris o negro. El pico y las patas de todas ellas son de color rojo anaranjado y presentan un penacho eréctil suave. Ambos sexos tienen un aspecto similar, pero los juveniles carecen de penacho, sus partes superiores son parduzcas y tienen las partes inferiores blanquecinas con una banda pectoral gris. Presentan marcas oscuras tras el ojo y las coberteras auriculares.

## Taxonomía

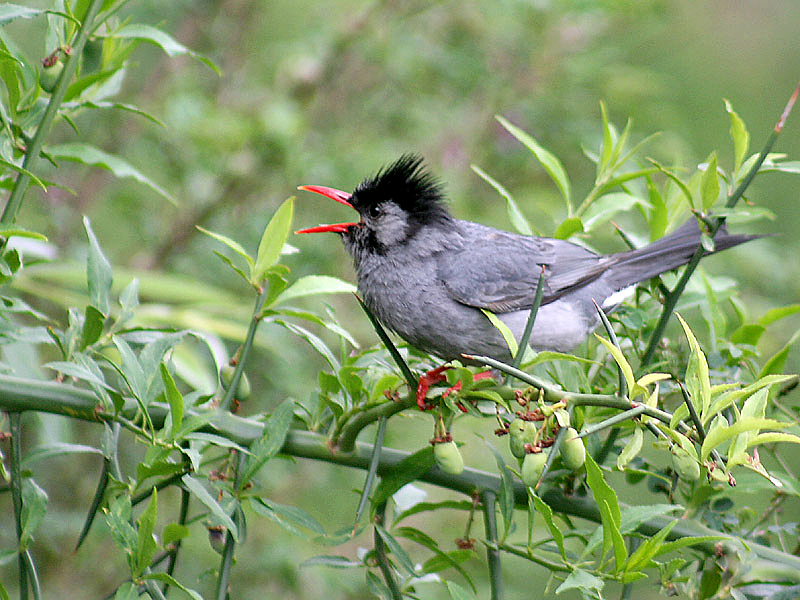
H. l. psaroides.

El bulbul negro fue descrito originalmente en el género Turdus. En 1831 Nicholas Aylward Vigors lo trasladó al género Hypsipetes como su especie tipo. Durante mucho tiempo fue considerado conespecífico del  bulbul malgache.

### Subespecies
Actualmente se reconocen diez subespecies, aunque sus mecanismos de aislamiento reproductivo, como los cantos, y su distribución geográfica todavía son objeto de estudio:
- H. l. psaroides - Vigors, 1831: se extiende por el Himalaya desde el valle del Kunar (noreste de Afganistán) y norte de Pakistán, por Arunachal Pradesh (norte de la India) hasta el noroeste de Birmania;
- H. l. nigrescens - Baker, ECS, 1917: se encuentra en Assam y Manipur (noreste de la India) y las montañas Chin (oeste de Birmania);
- H. l. concolor - Blyth, 1849: se extiende del este de Bimania y el sur de Yunnan (sur de China) hasta Indochina;
- H. l. ambiens - (Mayr, 1942): presente en el noreste de Birmania y el oeste de Yunnan (sur de China);
- H. l. sinensis - (La Touche, 1922): localizado en el norte de Yunnan (sur de China);
- H. l. stresemanni - (Mayr, 1942): ocupa el centro de Yunnan (sur de China);
- H. l. leucothorax - (Mayr, 1942): se encuentra en el interior de China;
- H. l. leucocephalus - (Gmelin, JF, 1789): presente en el sureste de China;
- H. l. nigerrimus - (Gould, 1863): endémica de Taiwán;
- H. l. perniger - Swinhoe, 1870: localizado únicamente en Hainan.

### Vocalizaciones
Suele ser bastante ruidoso, pía alto y realiza llamadas de tipo maullido y chirrido. Se ha reportado que las formas del Himalaya hacen un sonido que se parecen a los de un cabritillo, que emite echando la cabeza hacia atrás.

## Hábitat

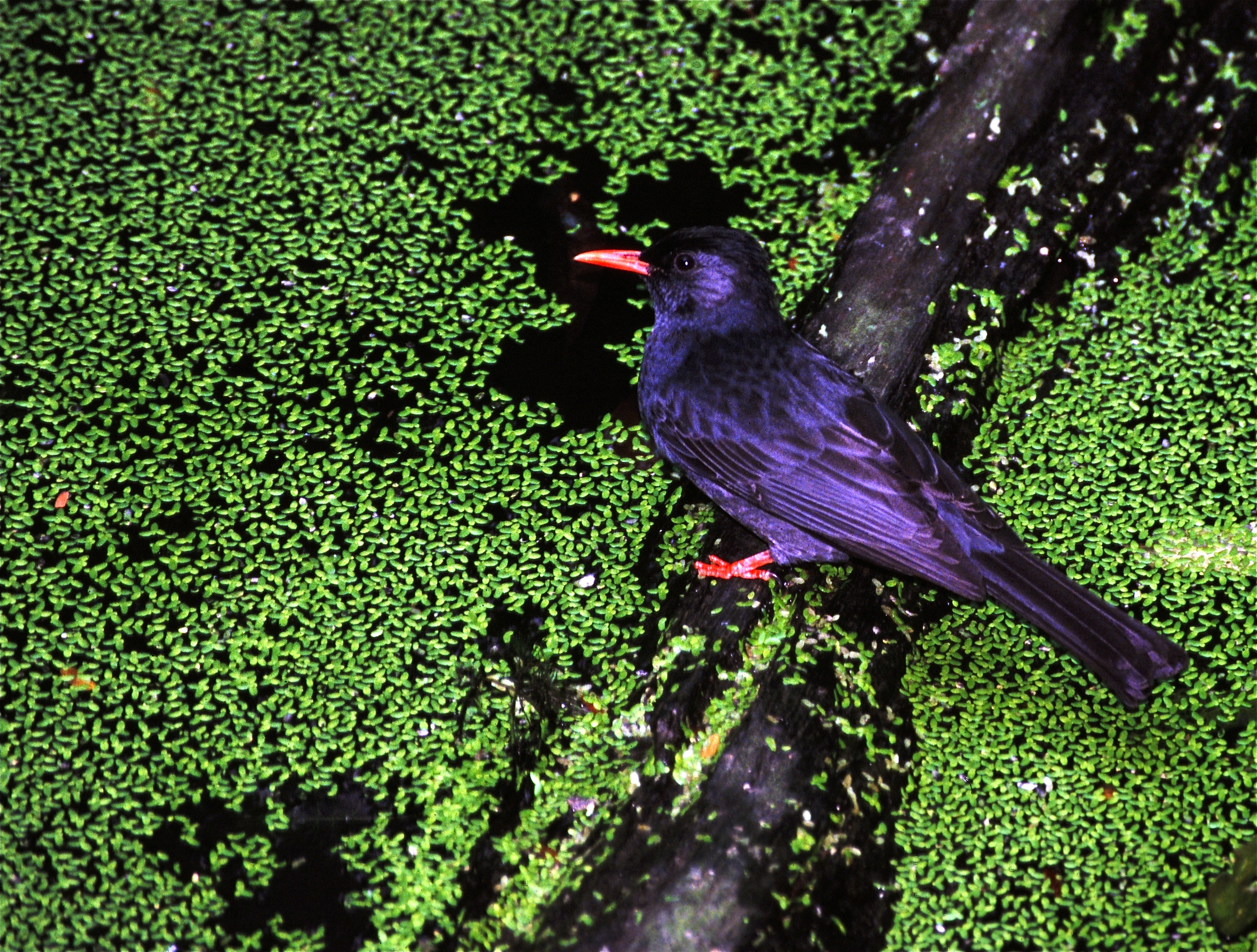
Ejemplar en Tailandia.

El bulbul negro se encuentra en los bosques planifolios, cultivos y jardines principalmente de zonas montañosas, aunque las poblaciones del Himalaya migran también a las planicies adyacentes en invierno.

## Comportamiento y ecología

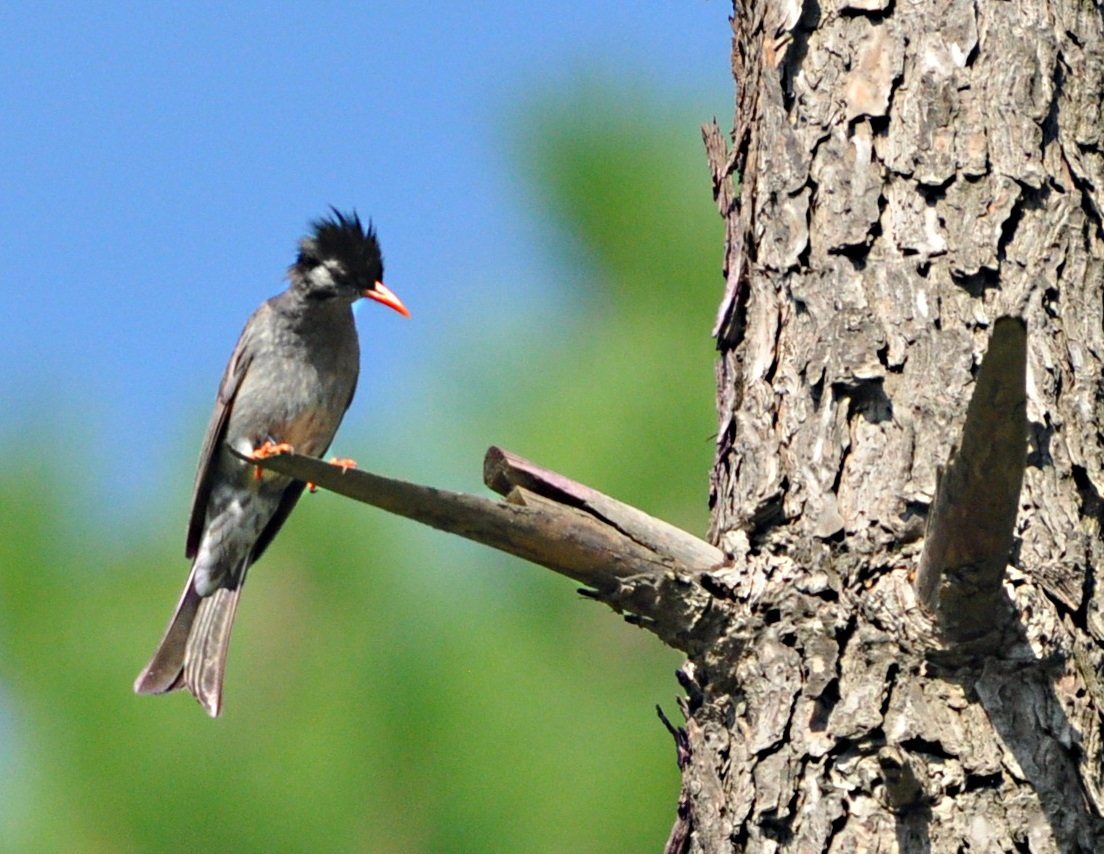
Hypsipetes leucocephalus psaroides Himachal Pradesh, India.

### Alimentación
El bulbul negro se alimenta principalmente de semillas e insectos. Suele avistarse en pesqueños grupos, tanto descansando como volando en busca de comida. También les gustan los pequeños frutos. Se sabe que se alimentan de un amplio espectro de frutos, incluidos los de los géneros Celtis, Rosa, Melia y Ehretia, en el Himalaya. También se alimentan de néctar de los géneneros Salmalia, Erythrina, Rhododendron, entre otros. Suelen cazar insectos al vuelo saltando sobre ellos desde las ramas.

### Reproducción
Construye su nido en un árbol o un arbusto. El nido tiene forma de cuenco que sitúa en una bifurcación de las ramas. Está hecho de hierba, hojas secas, musgo, líquenes y telas de araña. El interior está forrado con helechos, raicillas y materiales suaves. Ambos sexos participan en la construcción del nido. La puesta suele constar de dos o tres huevos.